# Ум ал-Куейн
Ум ал-Куейн (на арабски: إمارة أمّ القيوين) е едно от седемте емирства, образуващи Обединените арабски емирства. Намира се на запад в страната и се управлява от шейх Рашид ибн Ахмад Ал Му'алла (شيخ راشد بن احمد المعلا).
През 2003 г. емирството има 62 000 жители и площ от 750 km2. Известно е с петролните си залежи.